# 대야남초등학교
대야남초등학교는 대한민국 전북특별자치도 군산시에 있는 공립 초등학교이다.

## 학교 연혁
- 1963년 4월 30일: 대야국민학교 복교분교장 설립인가 (개교: 9월 9일)
- 1965년 3월 17일: 대야남국민학교 개교

## 참고 자료
- 대야남초등학교 - 한국교육학술정보원 학교알리미